# Бонифаций-сомнамбула
«Бонифаций-сомнамбула» (фр. Boniface somnambule) — кинокомедия режиссёра Мориса Лабро (1951).

## Сюжет
После разоблачения преступной банды Бонифас, сыгранный Фернанделем, стал детективом в универмаге; где ему поручено следить за ювелирным магазином, привлекающим алчные взгляды грабителей.
Однако главный герой фильма страдает лунатизмом — он имеет привычку ходить по ночам. С этой особенностью Бонифация связаны все комические ситуации фильма. Случилось так, что он стал приходить ночью в магазин и сам похищает дорогие украшения. Трое злоумышленников, осведомленные об этой ситуации, решают использовать её к своей выгоде.

## В ролях
- Фернандель — Виктор Бонифас
- Луи де Фюнес — Анатоль
- Андрекс — Чарли
- Габи Андре — Стелла Гаццини

## Факты
- Герой Фернанделя — Бонифас — уже появлялся на экране в 1949 году в фильме Мориса Лабро «L’Héroïque Monsieur Boniface».
- Фернандель не любил сниматься в компании с другими популярными комиками. В этом фильме в одной из ролей появляется ставший впоследствии знаменитым Луи де Фюнес — ко времени создания фильма ещё мало кому известный актёр эпизодических ролей (за 1951 год он успел сняться в 15 фильмах). Оба комика снялись и в знаменитой комедии «Дьявол и десять заповедей», однако участвовали в разных её эпизодах и не встретились в одном кадре.
- Одним из ассистентов Мориса Лабро в фильме был известный впоследствии режиссёр Дени де Ла Пательер.
- Песню в фильме исполняют сам Фернандель и Э. Дорсе.